# Janischewskina
Janischewskina, en ocasiones erróneamente denominado Yanichewskina, es un género de foraminífero bentónico de la familia Bradyinidae, de la superfamilia Endothyroidea, del suborden Fusulinina y del orden Fusulinida. Su especie tipo es Janischewskina typica. Su rango cronoestratigráfico abarca el Viseense superior (Carbonífero inferior).

## Discusión
Clasificaciones más recientes incluyen Janischewskina en la superfamilia Bradyinoidea, del suborden Endothyrina, del orden Endothyrida, de la subclase Fusulinana y de la clase Fusulinata.

## Clasificación
Janischewskina incluye a las siguientes especies:
- Janischewskina compressa †
- Janischewskina delicata †
- Janischewskina inflata †
- Janischewskina typica †